# 第27回参議院議員通常選挙
第27回参議院議員通常選挙（だい27かいさんぎいんぎいんつうじょうせんきょ）は、2025年（令和7年）7月20日に執行された日本の国会（参議院）議員の選挙である。

## 概要
2019年7月の第25回参議院議員通常選挙で当選した議員の改選期にあたって行われた選挙である。
2025年6月24日の閣議で7月3日公示、20日投開票と決定された。補欠選挙以外の国政選挙で投開票日が連休の中日になるのは記録が残る1952年以降初。
2013年以来12年ぶりに東京都議会議員選挙と同年に行われた参院選である。
東京都選挙区では、第26回参議院議員通常選挙で選出された蓮舫（当時=立憲民主党）が2024年東京都知事選挙に立候補（落選）したことで、公職選挙法第90条の規定により退職（自動失職）となったが、「（在任期間を同じくする議員の欠員の数が）通常選挙における当該選挙区の議員の定数の四分の一を超えるに至つたとき」（公職選挙法第113条第1項第4号）とする補欠選挙の実施要件を満たさなかったため補欠選挙が行われず、1年超の間の欠員を経て、本通常選挙が補選との合併選挙として改選数が1名追加され、最下位当選者（7位）が蓮舫の残余任期（3年）を引き継ぐ。合併選挙は、前回の神奈川県選挙区での実施に続き5例目。
また、神奈川県選挙区では、2023年8月30日に島村大（当時=自由民主党）が死去したが、上記の実施要件により補欠選挙が行われなかったので、本通常選挙まで約2年間欠員だった。
さらに、東京都選挙区選出の丸川珠代と音喜多駿、大阪府選挙区選出の東徹、和歌山県選挙区選出の世耕弘成が2024年10月15日に第50回衆議院議員総選挙に立候補、兵庫県選挙区選出の清水貴之が10月31日に2024年兵庫県知事選挙に立候補して公職選挙法第90条の規定によりそれぞれ退職（自動失職）し、愛知県選挙区選出の大塚耕平は11月5日に2024年名古屋市長選挙に立候補するため辞職したが、いずれも公職選挙法第33条の2第6項の規定（任期満了日の前年の9月16日以後に生じた欠員については補選を行わない）により補選の対象とならなかったので、本通常選挙まで欠員のままだった。
したがって、6選挙区の改選議員7人が欠員の状況で本通常選挙を迎え、すべての欠員が2年ぶりに解消された。
この選挙が行われた2025年は日本初の選挙である第1回衆議院議員総選挙実施135周年、男子普通選挙100周年、女性参政権80周年、選挙権年齢の18歳への引き下げから10年の節目だった。
第一党かつ与党である自由民主党は政治資金パーティー収入の裏金問題や令和の米騒動の対応への批判が響き、改選前の52議席から13議席減らし39議席にとどまったほか、連立政権を組む公明党と合わせても47議席に留まり、非改選も含めた参議院の過半数（125議席）を失う結果となった。自由民主党は前年（2024年）の第50回衆議院議員総選挙により衆議院でも過半数割れに陥っており、1955年の結党以来、始めた衆参両院で少数与党に転落した。対する野党側は、前年の衆院選で躍進した国民民主党のほか、「極右政党」「右派ポピュリズム」とも形容される参政党が大きく議席を伸ばした一方、野党第一党の立憲民主党は改選22議席から上積みできず、比例代表の得票数も国民民主党、参政党に次ぐ4位にとどまった。

## 選挙データ

### 内閣
- 第2次石破内閣（第103代）

### 公示日
- 2025年（令和7年）7月3日

### 投開票日
- 2025年（令和7年）7月20日

### 改選数
東京都選挙区は非改選議席の欠員補充1（合併選挙分。任期3年）を加え、改選数は7となる。
- 124+1
  - 選挙区：74+1
  - 比例区：50

| 北海道 3 青森 1 岩手 1 宮城 1 秋田 1 山形 1 福島 1 茨城 2 栃木 1 群馬 1 埼玉 4 千葉 3 東京 6+1 神奈川 4 新潟 1 富山 1 石川 1 福井 1 山梨 1 長野 1 岐阜 1 静岡 2 愛知 4 三重 1 滋賀 1 京都 2 大阪 4 兵庫 3 奈良 1 和歌山 1 鳥取・島根 1 岡山 1 広島 2 山口 1 徳島・高知 1 香川 1 愛媛 1 福岡 3 佐賀 1 長崎 1 熊本 1 大分 1 宮崎 1 鹿児島 1 沖縄 1 |

### 選挙啓発
- 総務省はポスター・リーフレット・インターネット広告・新聞広告・テレビCMを製作するほか、特設ホームページで投票方法、候補者・政党情報などの提供を行った[press 1]。
  - イメージキャラクター：江口洋介（俳優）・生見愛瑠（モデル・タレント）[press 2]
  - キャッチコピー：さあ、投票へ。私たちの一票は明日への一歩だから。
- 各都道府県の選挙管理委員会は地元出身のタレントや地元スポーツチームの関係者などをイメージキャラクターに起用し、ポスター・CMなどの製作を行った。
  - 北海道選挙管理委員会：とにかく明るい安村[11][12][13]
  - 福島県選挙管理委員会：佐々木つくし（ダンサー）
  - 栃木県選挙管理委員会：小川敦也（宇都宮ブレックス）[14]
  - 東京都選挙管理委員会：清原果耶[press 3]
  - 神奈川県選挙管理委員会：タツノコプロのキャラクター[15]
  - 新潟県選挙管理委員会：田辺美月[16]
  - 愛知県選挙管理委員会：松井玲奈[17]
  - 広島県選挙管理委員会：スラィリー（広島東洋カープのマスコット）など[18][19]
  - 宮崎県選挙管理委員会：吉野北人[20][21]

### 選挙制度
- 選挙区
  - 小選挙区制：32
    - 02人区（1人改選）：32

  - 大選挙区制：13
    - 04人区（2人改選）：4（茨城県・静岡県・京都府・広島県）
    - 06人区（3人改選）：4（北海道・千葉県・兵庫県・福岡県）
    - 08人区（4人改選）：4（埼玉県・神奈川県・大阪府・愛知県）
    - 12人区（7人改選）：1（東京都）※欠員補充（残り任期3年）の1人を含む（合併選挙）
- 比例区
  - 非拘束名簿式比例代表制（一部拘束名簿式：特定枠）：1

投票方法
秘密投票、単記投票、2票制（選挙区・比例区）
選挙権
満18歳以上の日本国民
被選挙権
満30歳以上の日本国民
選挙当日の有権者数
103,591,806（男性：50,042,146　女性：53,549,660）
うち在外：100,431（男性：41,165　女性：59,266）

### 同日執行の選挙・住民投票
首長選挙
- 北海道新得町長選挙
- 山形県庄内町長選挙
- 福島県西会津町長選挙
- 茨城県利根町長選挙
- 埼玉県飯能市長選挙

- 千葉県旭市長選挙
- 愛知県清須市長選挙
- 大阪府田尻町長選挙
- 兵庫県猪名川町長選挙
- 奈良県奈良市長選挙

- 徳島県三好市長選挙
- 宮崎県延岡市長選挙
- 鹿児島県曽於市長選挙
- 鹿児島県肝付町長選挙

地方議会選挙
- 石川県議会議員補欠選挙（金沢市選挙区）
- 京都府議会議員補欠選挙（城陽市選挙区）
- 大阪府大阪市議会議員補欠選挙（東成区選挙区・住之江区選挙区）
- 北海道新得町議会議員補欠選挙
- 福島県西会津町議会議員補欠選挙
- 茨城県利根町議会議員補欠選挙
- 埼玉県三郷市議会議員選挙

- 長野県富士見町議会議員補欠選挙
- 三重県松阪市議会議員選挙
- 兵庫県淡路市議会議員選挙
- 奈良県奈良市議会議員選挙
- 鳥取県智頭町議会議員選挙
- 島根県美郷町議会議員選挙
- 島根県飯南町議会議員選挙

- 徳島県三好市議会議員補欠選挙
- 高知県南国市議会議員補欠選挙
- 長崎県壱岐市議会議員選挙
- 沖縄県那覇市議会議員選挙

住民投票
- 愛知県豊橋市における「多目的屋内施設及び豊橋公園東側エリア整備・運営事業」の継続の賛否を問う住民投票

以下の選挙も実施が予定されていたが、立候補者が定数内のため無投票となった。
- 岩手県住田町長選挙
- 奈良県川西町長選挙
- 高知県南国市長選挙

- 新潟県胎内市議会議員補欠選挙
- 長野県高森町議会議員選挙
- 愛媛県松野町議会議員補欠選挙

## 焦点・争点

### 政局
- 連立与党（自由民主党・公明党）の過半数維持[22]
- 新興政党（れいわ新選組・参政党・日本保守党など）の獲得議席数[23]

### 政策
- 消費税減税や現金給付など物価高対策[24][25]
- 選択的夫婦別姓[26]
- 米の価格高騰への対応[26]や農政改革[27]
- 年金改革[27]
- 政治とカネ[28]
- 教育無償化[26]
- アメリカとの関税交渉[26]
- 就職氷河期世代対策[29]
- 金融政策[26]
- 気候変動対策[30]
- 在留外国人に関する政策[31]

読売新聞の候補者アンケートによると、選挙で取り上げたい争点は「景気・雇用」が47％、「消費税」が41％、「年金・医療・介護」が39％。

## 選挙運動

### 1人区
1人区の全32選挙区中16選挙区で、国会で10議席以上を有する主要野党（立憲民主党・日本維新の会・国民民主党・日本共産党・れいわ新選組）の候補者が一本化した。内訳は立憲民主党が10、国民民主党が1、野党系無所属（主要野党推薦）が5。
立憲が維新・国民・共産に個別で調整を行い前回の11選挙区よりは増えたが、立憲以外の野党間の一本化が不調に終わり、2016年、2019年ほどの体制とはならず、また参政が全選挙区に候補を立てるなど野党候補はさらに競合した。
維新は1月、1人区での野党統一候補の予備選挙を他の野党に呼び掛けたが、共産は参加を拒否、立憲と国民も難色を示し実現しなかった。

### 党派別立候補者数
| 党派                                                     | 党派                                                           | 計  | 内訳 | 内訳 | 内訳 | 男性 | 女性 | 選挙区 | 選挙区 | 選挙区 | 選挙区 | 選挙区 | 選挙区 | 比例区 | 比例区 | 比例区 | 比例区 | 比例区 | 比例区 | 比例区 | 議席 | 議席   | 議席   |
| 党派                                                     | 党派                                                           | 計  | 現   | 元   | 新   | 男性 | 女性 | 計     | 現     | 元     | 新     | 男性   | 女性   | 計     | 特定枠 | 現     | 元     | 新     | 男性   | 女性   | 改選 | 非改選 | 公示前 |
| -------------------------------------------------------- | -------------------------------------------------------------- | --- | ---- | ---- | ---- | ---- | ---- | ------ | ------ | ------ | ------ | ------ | ------ | ------ | ------ | ------ | ------ | ------ | ------ | ------ | ---- | ------ | ------ |
|                                                          | 自由民主党                                                     | 79  | 43   | 4    | 32   | 62   | 17   | 48     | 29     | 3      | 16     | 38     | 10     | 31     | 2      | 14     | 1      | 16     | 24     | 7      | 52   | 62     | 114    |
|                                                          | 公明党                                                         | 24  | 11   | 0    | 13   | 19   | 5    | 7      | 6      | 0      | 1      | 6      | 1      | 17     | 0      | 5      | 0      | 12     | 13     | 4      | 14   | 13     | 27     |
|                                                          | 立憲民主党                                                     | 51  | 21   | 4    | 26   | 30   | 21   | 29     | 14     | 1      | 14     | 17     | 12     | 22     | 0      | 7      | 3      | 12     | 13     | 9      | 22   | 16     | 38     |
|                                                          | 日本維新の会                                                   | 28  | 4    | 1    | 23   | 21   | 7    | 15     | 0      | 1      | 14     | 10     | 5      | 13     | 0      | 4      | 0      | 9      | 11     | 2      | 6    | 12     | 18     |
|                                                          | 日本共産党                                                     | 47  | 6    | 0    | 41   | 27   | 20   | 28     | 3      | 0      | 25     | 19     | 9      | 19     | 0      | 3      | 0      | 16     | 8      | 11     | 7    | 4      | 11     |
|                                                          | 国民民主党                                                     | 41  | 4    | 3    | 34   | 29   | 12   | 22     | 1      | 0      | 21     | 15     | 7      | 19     | 0      | 3      | 3      | 13     | 14     | 5      | 4    | 5      | 9      |
|                                                          | れいわ新選組                                                   | 24  | 1    | 0    | 23   | 13   | 11   | 12     | 0      | 0      | 12     | 7      | 5      | 12     | 1      | 1      | 0      | 11     | 6      | 6      | 2    | 3      | 5      |
|                                                          | 参政党                                                         | 55  | 1    | 0    | 54   | 31   | 24   | 45     | 0      | 0      | 45     | 24     | 21     | 10     | 0      | 1      | 0      | 9      | 7      | 3      | 1    | 1      | 2      |
|                                                          | 社会民主党                                                     | 11  | 1    | 0    | 10   | 7    | 4    | 6      | 0      | 0      | 6      | 3      | 3      | 5      | 0      | 1      | 0      | 4      | 4      | 1      | 1    | 1      | 2      |
|                                                          | 日本保守党                                                     | 9   | 0    | 0    | 9    | 7    | 2    | 5      | 0      | 0      | 5      | 4      | 1      | 4      | 0      | 0      | 0      | 4      | 3      | 1      | 0    | 0      | 0      |
|                                                          | NHK党                                                          | 48  | 1    | 1    | 46   | 42   | 6    | 45     | 0      | 1      | 44     | 39     | 6      | 3      | 0      | 1      | 0      | 2      | 3      | 0      | 1    | 1      | 2      |
|                                                          | みんなでつくる党                                               | 1   | 0    | 0    | 1    | 1    | 0    | 1      | 0      | 0      | 1      | 1      | 0      | －     | －     | －     | －     | －     | －     | －     | 0    | 0      | 0      |
|                                                          | チームみらい                                                   | 15  | 0    | 0    | 15   | 12   | 3    | 12     | 0      | 0      | 12     | 9      | 3      | 3      | 0      | 0      | 0      | 3      | 3      | 0      | 0    | 0      | 0      |
|                                                          | 日本誠真会                                                     | 12  | 0    | 0    | 12   | 10   | 2    | 10     | 0      | 0      | 10     | 8      | 2      | 2      | 0      | 0      | 0      | 2      | 2      | 0      | 0    | 0      | 0      |
|                                                          | 再生の道                                                       | 10  | 0    | 0    | 10   | 9    | 1    | 1      | 0      | 0      | 1      | 0      | 1      | 9      | 0      | 0      | 0      | 9      | 9      | 0      | 0    | 0      | 0      |
|                                                          | 日本改革党                                                     | 10  | 0    | 0    | 10   | 10   | 0    | 9      | 0      | 0      | 9      | 9      | 0      | 1      | 0      | 0      | 0      | 1      | 1      | 0      | 0    | 0      | 0      |
|                                                          | 無所属連合                                                     | 10  | 0    | 0    | 10   | 8    | 2    | 8      | 0      | 0      | 8      | 7      | 1      | 2      | 0      | 0      | 0      | 2      | 1      | 1      | 0    | 0      | 0      |
|                                                          | 日本の家庭を守る会                                             | 2   | 0    | 0    | 2    | 2    | 0    | 2      | 0      | 0      | 2      | 2      | 0      | －     | －     | －     | －     | －     | －     | －     | 0    | 0      | 0      |
|                                                          | 減税日本                                                       | 1   | 0    | 0    | 1    | 1    | 0    | 1      | 0      | 0      | 1      | 1      | 0      | －     | －     | －     | －     | －     | －     | －     | 0    | 0      | 0      |
|                                                          | 日本保守党                                                     | 1   | 0    | 0    | 1    | 1    | 0    | 1      | 0      | 0      | 1      | 1      | 0      | －     | －     | －     | －     | －     | －     | －     | 0    | 0      | 0      |
|                                                          | 新党やまと                                                     | 1   | 0    | 0    | 1    | 1    | 0    | 1      | 0      | 0      | 1      | 1      | 0      | －     | －     | －     | －     | －     | －     | －     | 0    | 0      | 0      |
|                                                          | 新党くにもり                                                   | 1   | 0    | 0    | 1    | 1    | 0    | 1      | 0      | 0      | 1      | 1      | 0      | －     | －     | －     | －     | －     | －     | －     | 0    | 0      | 0      |
|                                                          | 世界平和党                                                     | 1   | 0    | 0    | 1    | 1    | 0    | 1      | 0      | 0      | 1      | 1      | 0      | －     | －     | －     | －     | －     | －     | －     | 0    | 0      | 0      |
|                                                          | 西郷党                                                         | 1   | 0    | 0    | 1    | 1    | 0    | 1      | 0      | 0      | 1      | 1      | 0      | －     | －     | －     | －     | －     | －     | －     | 0    | 0      | 0      |
|                                                          | 核融合党                                                       | 1   | 0    | 0    | 1    | 1    | 0    | 1      | 0      | 0      | 1      | 1      | 0      | －     | －     | －     | －     | －     | －     | －     | 0    | 0      | 0      |
|                                                          | 税金とうめい化の党（自分ことしか考えていない国会議員退場の党） | 1   | 0    | 0    | 1    | 1    | 0    | 1      | 0      | 0      | 1      | 1      | 0      | －     | －     | －     | －     | －     | －     | －     | 0    | 0      | 0      |
|                                                          | 救世主作る党                                                   | 1   | 0    | 0    | 1    | 1    | 0    | 1      | 0      | 0      | 1      | 1      | 0      | －     | －     | －     | －     | －     | －     | －     | 0    | 0      | 0      |
|                                                          | 無所属                                                         | 36  | 4    | 0    | 32   | 21   | 15   | 36     | 4      | 0      | 32     | 21     | 15     | －     | －     | －     | －     | －     | －     | －     | 7    | 5      | 12     |
|                                                          | 欠員                                                           | －  | －   | －   | －   | －   | －   | －     | －     | －     | －     | －     | －     | －     | －     | －     | －     | －     | －     | －     | 7    | 1      | 8      |
| 総計                                                     | 総計                                                           | 522 | 97   | 13   | 412  | 370  | 152  | 350    | 57     | 6      | 287    | 248    | 102    | 172    | 3      | 40     | 7      | 125    | 122    | 50     | 124  | 124    | 248    |
| 令和7年7月20日執行 参議院議員通常選挙（総務省 発表資料） |                                                                |     |      |      |      |      |      |        |        |        |        |        |        |        |        |        |        |        |        |        |      |        |        |

### 都道府県別選挙区立候補者数
| 都道府県       | 定数 | 自民 | 公明 | 与党計 | 立民 | 維新 | 共産 | 国民 | れ新 | 参政 | 社民 | 保守 | 諸他 | 無所 | 野党計 | 計  |
| -------------- | ---- | ---- | ---- | ------ | ---- | ---- | ---- | ---- | ---- | ---- | ---- | ---- | ---- | ---- | ------ | --- |
| 北海道         | 3    | 2    | 0    | 2      | 1    | 1    | 1    | 1    | 1    | 1    | 0    | 1    | 3    | 0    | 10     | 12  |
| 青森県         | 1    | 1    | 0    | 1      | 1    | 0    | 1    | 0    | 0    | 1    | 0    | 0    | 1    | 0    | 4      | 5   |
| 岩手県         | 1    | 1    | 0    | 1      | 1    | 0    | 0    | 0    | 0    | 1    | 0    | 0    | 1    | 0    | 3      | 4   |
| 宮城県         | 1    | 1    | 0    | 1      | 1    | 0    | 0    | 0    | 1    | 1    | 0    | 0    | 2    | 1    | 6      | 7   |
| 秋田県         | 1    | 1    | 0    | 1      | 0    | 0    | 0    | 0    | 0    | 1    | 0    | 0    | 1    | 1    | 3      | 4   |
| 山形県         | 1    | 1    | 0    | 1      | 0    | 0    | 1    | 0    | 0    | 1    | 0    | 0    | 1    | 1    | 4      | 5   |
| 福島県         | 1    | 1    | 0    | 1      | 1    | 0    | 0    | 0    | 0    | 1    | 0    | 0    | 1    | 1    | 4      | 5   |
| 茨城県         | 2    | 1    | 0    | 1      | 1    | 1    | 1    | 0    | 0    | 1    | 0    | 0    | 2    | 1    | 7      | 8   |
| 栃木県         | 1    | 1    | 0    | 1      | 1    | 0    | 1    | 0    | 0    | 1    | 0    | 0    | 1    | 1    | 5      | 6   |
| 群馬県         | 1    | 1    | 0    | 1      | 1    | 0    | 1    | 0    | 0    | 1    | 0    | 0    | 2    | 1    | 6      | 7   |
| 埼玉県         | 4    | 1    | 1    | 2      | 1    | 1    | 1    | 1    | 1    | 1    | 1    | 0    | 5    | 1    | 13     | 15  |
| 千葉県         | 3    | 2    | 0    | 2      | 1    | 1    | 1    | 1    | 1    | 1    | 0    | 0    | 6    | 2    | 14     | 16  |
| 神奈川県       | 4    | 1    | 1    | 2      | 1    | 1    | 1    | 1    | 1    | 1    | 1    | 0    | 6    | 1    | 14     | 16  |
| 山梨県         | 1    | 1    | 0    | 1      | 0    | 0    | 1    | 1    | 0    | 1    | 0    | 0    | 1    | 0    | 4      | 5   |
| 東京都         | 6+1  | 2    | 1    | 3      | 2    | 1    | 1    | 2    | 1    | 1    | 1    | 1    | 12   | 7    | 29     | 32  |
| 新潟県         | 1    | 1    | 0    | 1      | 1    | 0    | 0    | 0    | 0    | 1    | 0    | 0    | 1    | 0    | 3      | 4   |
| 富山県         | 1    | 1    | 0    | 1      | 0    | 0    | 1    | 1    | 0    | 1    | 0    | 0    | 1    | 0    | 4      | 5   |
| 石川県         | 1    | 1    | 0    | 1      | 0    | 0    | 1    | 1    | 0    | 1    | 0    | 0    | 1    | 0    | 4      | 5   |
| 福井県         | 1    | 1    | 0    | 1      | 1    | 0    | 1    | 1    | 0    | 1    | 0    | 1    | 1    | 0    | 6      | 7   |
| 長野県         | 1    | 1    | 0    | 1      | 1    | 0    | 0    | 0    | 0    | 1    | 0    | 0    | 2    | 0    | 4      | 5   |
| 岐阜県         | 1    | 1    | 0    | 1      | 1    | 0    | 1    | 0    | 0    | 1    | 0    | 0    | 1    | 1    | 5      | 6   |
| 静岡県         | 2    | 1    | 0    | 1      | 0    | 0    | 1    | 1    | 0    | 1    | 0    | 0    | 2    | 1    | 6      | 7   |
| 愛知県         | 4    | 1    | 1    | 2      | 1    | 1    | 1    | 1    | 1    | 1    | 1    | 0    | 5    | 0    | 12     | 14  |
| 三重県         | 1    | 1    | 0    | 1      | 1    | 0    | 0    | 0    | 0    | 1    | 0    | 0    | 1    | 0    | 3      | 4   |
| 滋賀県         | 1    | 1    | 0    | 1      | 0    | 1    | 1    | 1    | 0    | 1    | 0    | 0    | 2    | 0    | 6      | 7   |
| 京都府         | 2    | 1    | 0    | 1      | 1    | 1    | 1    | 1    | 1    | 1    | 0    | 0    | 1    | 1    | 8      | 9   |
| 大阪府         | 4    | 1    | 1    | 2      | 1    | 2    | 1    | 1    | 1    | 1    | 0    | 1    | 7    | 2    | 17     | 19  |
| 兵庫県         | 3    | 1    | 1    | 2      | 0    | 1    | 1    | 1    | 1    | 1    | 1    | 0    | 4    | 1    | 11     | 13  |
| 奈良県         | 1    | 1    | 0    | 1      | 1    | 1    | 1    | 1    | 0    | 1    | 0    | 0    | 1    | 0    | 6      | 7   |
| 和歌山県       | 1    | 1    | 0    | 1      | 0    | 1    | 1    | 0    | 0    | 1    | 0    | 0    | 1    | 2    | 6      | 7   |
| 鳥取県・島根県 | 1    | 1    | 0    | 1      | 0    | 0    | 1    | 1    | 0    | 1    | 0    | 0    | 1    | 0    | 4      | 5   |
| 岡山県         | 1    | 1    | 0    | 1      | 1    | 0    | 0    | 0    | 0    | 1    | 0    | 0    | 1    | 0    | 3      | 4   |
| 広島県         | 2    | 1    | 0    | 1      | 1    | 0    | 1    | 0    | 1    | 1    | 0    | 0    | 2    | 3    | 9      | 10  |
| 山口県         | 1    | 1    | 0    | 1      | 0    | 0    | 0    | 1    | 0    | 1    | 0    | 0    | 1    | 1    | 4      | 5   |
| 徳島県・高知県 | 1    | 1    | 0    | 1      | 0    | 0    | 0    | 0    | 0    | 1    | 0    | 0    | 1    | 1    | 3      | 4   |
| 香川県         | 1    | 1    | 0    | 1      | 0    | 0    | 1    | 1    | 0    | 1    | 0    | 0    | 1    | 1    | 5      | 6   |
| 愛媛県         | 1    | 1    | 0    | 1      | 0    | 0    | 0    | 0    | 0    | 1    | 0    | 0    | 2    | 1    | 4      | 5   |
| 福岡県         | 3    | 1    | 1    | 2      | 1    | 1    | 1    | 1    | 1    | 1    | 1    | 1    | 3    | 0    | 11     | 13  |
| 佐賀県         | 1    | 1    | 0    | 1      | 1    | 0    | 0    | 0    | 0    | 1    | 0    | 0    | 1    | 0    | 3      | 4   |
| 長崎県         | 1    | 1    | 0    | 1      | 0    | 0    | 1    | 1    | 0    | 1    | 0    | 0    | 2    | 0    | 5      | 6   |
| 熊本県         | 1    | 1    | 0    | 1      | 1    | 0    | 0    | 0    | 0    | 1    | 0    | 0    | 1    | 0    | 3      | 4   |
| 大分県         | 1    | 1    | 0    | 1      | 1    | 0    | 0    | 0    | 0    | 1    | 0    | 0    | 2    | 0    | 4      | 5   |
| 宮崎県         | 1    | 1    | 0    | 1      | 1    | 0    | 0    | 0    | 0    | 1    | 0    | 0    | 1    | 0    | 3      | 4   |
| 鹿児島県       | 1    | 1    | 0    | 1      | 0    | 0    | 0    | 0    | 0    | 1    | 0    | 0    | 1    | 1    | 3      | 4   |
| 沖縄県         | 1    | 1    | 0    | 1      | 0    | 0    | 0    | 0    | 0    | 1    | 0    | 0    | 1    | 2    | 4      | 5   |
| 総計           | 74+1 | 48   | 7    | 55     | 29   | 15   | 28   | 22   | 12   | 45   | 6    | 5    | 97   | 36   | 295    | 350 |

- 本来の定数は（74）。東京都選挙区（+1）は、合併選挙による欠員補充（任期3年）。

### 党派の動き

#### 与党
- 自由民主党（総裁：石破茂）

全選挙区に合計48人と、比例区に31人（うち特定枠2人）の合計79人が立候補。
総裁の石破は6月23日、非改選議席とあわせ自民、公明の両党で過半数を目指す意向を示した。
- 公明党（代表：斉藤鉄夫）

選挙区に7人と、比例区に17人の合計24人が立候補。
代表の斉藤は6月25日、石破と同様、非改選を合わせ与党過半数を維持できる50議席を勝敗ラインに掲げた。6月27日、党は選挙区と比例でそれぞれ7議席の計14議席と比例の得票数700万票を目指すと述べた。

#### 野党
- 立憲民主党（代表：野田佳彦）

選挙区に29人と、比例区に22人の合計51人が立候補。
代表の野田は7月2日までに「最低限の目標として改選議席数で与党の過半数割れ、願わくば参院全体で過半数割れに追い込みたい」と述べた。
- 日本維新の会（代表：吉村洋文）

選挙区に15人と、比例区に13人の合計28人が立候補。
代表の吉村は6月25日、目標は「候補者全員の当選と、与党の過半数割れ」と述べた。
- 日本共産党（委員長：田村智子）

選挙区に28人と、比例区に19人の合計47人が立候補。
委員長の田村は6月25日、自民・公明両党を過半数割れに追い込み、党として比例代表で650万票を獲得、東京や埼玉など現職議員がいる選挙区で議席を確保し議席を増やしたい考えを示した。
- 国民民主党（代表：玉木雄一郎）

選挙区に22人と、比例区に19人の合計41人が立候補。
代表の玉木は3月4日、非改選の5議席を含め予算を伴う法案を提出できる21議席以上を目指す考えを示した。
- れいわ新選組（代表：山本太郎）

選挙区に12人と、比例区に12人（うち特定枠1人）の合計24人が立候補。
代表の山本は7月2日までに、7議席が目標と述べた。
- 社会民主党（党首：福島瑞穂）

選挙区に6人と、比例区に5人の合計11人が立候補。
党首の福島は6月18日、「比例で2人、選挙区で1人で計3人以上の当選を目指す」と述べた。同党は有効投票の2%以上の得票か3人以上の当選のどちらかを満たさなければ公職選挙法上の政党要件を失う。
- 参政党（代表：神谷宗幣）

全選挙区に合計45人と、比例区に10人の合計55人が立候補。
代表の神谷は6月6日、「最低ラインは比例代表で5議席、選挙区では東京、大阪を重点区にしており、どちらかの選挙区で1議席は取りたい」と述べ、比例代表で約450万票以上の獲得目標を示した。神谷は7月18日、獲得目標を20議席に上方修正。
- 日本保守党（代表：百田尚樹）

選挙区に5人と、比例区に4人の合計9人が立候補。
代表の百田は7月2日までに、全員当選が目標と述べた。

#### 諸派
- みんなでつくる党（党首：大津綾香）

東京都選挙区に1人が立候補。
- 減税日本（代表：河村たかし）

愛知県選挙区に1人が立候補。代表の河村が共同代表を務める日本保守党が推薦する。
- NHK党（党首：立花孝志）

全選挙区に合計45人と、比例区に3人の合計48人が立候補。
党首の立花は6月30日、「勝敗ラインは国政政党への復帰だが、さらに兵庫選挙区と比例代表であわせて3議席を獲得したい」と述べた。
- 再生の道（代表：石丸伸二）

東京都選挙区に1人と、比例区に9人の合計10人が立候補。
代表の石丸は7月1日、「参院選を経て国政政党の要件を満たす」と述べた。
- チームみらい（党首：安野貴博）

選挙区に12人と、比例区に3人の合計15人が立候補。
党首の安野は5月8日、複数議席の確保と有効投票数の2％以上を得て国政政党化することを目標として掲げた。
- 日本誠真会（代表：吉野敏明）

選挙区に10人と、比例区に2人の合計12人が立候補。
- 日本改革党（代表：沓澤亮治）

選挙区に9人と、比例区に1人の合計10人が立候補。
- 無所属連合（代表：内海聡）

選挙区に8人と、比例区に2人の合計10人が立候補。
- 日本保守党（代表：石濱哲信）

代表の石濱が埼玉県選挙区から立候補。
- 日本の家庭を守る会（会長：小笠原裕）

会長の小笠原が千葉県選挙区から立候補した他、愛知県選挙区に1人が立候補。
- 世界平和党（代表：福村康廣）

代表の福村が東京都選挙区から立候補。
- 核融合党（代表：桑島康文）

代表の桑島が東京都選挙区から立候補。
- 新党やまと（代表：小林興起）

東京都選挙区に1人が立候補。
- 西郷党（党首：早川幹夫）

党首の早川が東京都選挙区から立候補。
- 税金とうめい化の党（代表：藤井隆一）

代表の藤井が滋賀県選挙区から立候補。
- 新党くにもり（代表：水島総）

大阪府選挙区に1人が立候補。
- 救世主作る党（代表：上妻敬二）

代表の上妻が大阪府選挙区から立候補。

#### その他
公認候補の擁立を見送った主な政治団体は以下の通り。
- 幸福実現党（党首：釈量子）

6月20日、候補者擁立を見送るとのコメントを発表。
- ファーストの会（代表：森村隆行）

代表の森村は7月2日、候補者擁立を見送ると表明。他党候補の支援も党としては行わない。
- 維新政党・新風（代表：魚谷哲央）

4月末までに候補者擁立を見送り日本誠真会を支持するとのコメントを発表。

#### キャッチコピー・公約・マニフェスト
| 政党         | キャッチコピー                                           | 公約・マニフェスト                                                  |
| ------------ | -------------------------------------------------------- | ------------------------------------------------------------------- |
| 自由民主党   | 日本を動かす 暮らしを豊かに                              | - 参院選公約2025 - 日本を動かす暮らしを豊かに 令和7年参議院選挙公約 |
| 公明党       | やると言ったら、やり切る。                               | 2025 政策集                                                         |
| 立憲民主党   | 物価高から、あなたを守り抜く                             | - 政策集2025 - 物価高から、あなたを守り抜く。 2025政策パンフレット  |
| 日本維新の会 | - 社会保険料から、暮らしを変える - 維新は有言実行力。    | 政権公約2025 基幹政策（コア・ポリシー）― 次世代のために、有言実行 ― |
| 日本共産党   | 物価高騰から暮らしを守り、平和で希望がもてる新しい日本を | 2025 参議院選挙 基本政策 - 日本共産党                               |
| 国民民主党   | 手取りを増やす夏。                                       | - 政策各論インデックス - 手取りを増やす夏。 政策パンフレット        |
| れいわ新選組 | さっさと消費税廃止、もっと現金給付                       | マニフェスト 詳細版（PDF）                                          |
| 社会民主党   | がんこに平和！ミサイルよりコメを！                       | 2025参院選選挙公約                                                  |
| 参政党       | 日本人ファースト 参政党                                  | 参院選公約                                                          |
| 日本保守党   | 日本を豊かに、強く。                                     | 日本保守党の重点政策項目                                            |
| チームみらい | 未来は明るいと信じられる国へ                             | チームみらい マニフェストver.1.0                                    |
| NHK党        | NHKをぶっ壊す！                                          |                                                                     |
| 再生の道     | 東京を動かそう                                           |                                                                     |
| 日本改革党   | 日本人のための政治 デトックスジャパン！                  |                                                                     |
| 日本誠真会   | 日本の病を治す                                           |                                                                     |
| 減税日本     | 消費増税反対！                                           |                                                                     |

## 選挙報道

### 事前報道の拡充、ファクトチェック
新聞社やテレビ局などマスメディア各社は、前年の各種選挙で発生した混乱を背景に、本選挙では過度に公平性を重視せず、事前報道を拡充したり、SNSなどで発信された情報のファクトチェックの取り組みを行うことを相次いで表明した。
選挙期間中の7月12日にTBSテレビ系列で放送された『報道特集』の企画「外国人政策も争点に急浮上〜参院選総力取材」について、参政党が翌13日、「構成・表現・登場人物の選定等が放送倫理に反するもの」「選挙報道として著しく公平性・中立性を欠く」として、TBSに抗議し訂正等を求める申入書を提出。TBSは14日、「参院選の争点に（外国人に対する政策が）急浮上していることを踏まえ、排外主義の高まりへの懸念が強まっていることを、客観的な統計も示しながら、様々な当事者や人権問題に取り組む団体や専門家などの声を中心に問題提起したもの」「有権者に判断材料を示すという高い公共性、公益性があると考えている」と回答。同日、参政党はBPO放送人権委員会に申し立てを行った。

### 情勢報道
メディアで報道された選挙の情勢は以下のとおり。日付は情勢調査の実施日。
1. 7月3日、4日
  - 讀賣新聞[73]
    - 与党で過半数を維持できるか微妙。
    - 自民は選挙区で苦戦を強いられ、40程度にとどまる可能性。公明は改選14から減らす可能性。両党の合計で50前後。
    - 野党は立憲が堅調。国民は倍増の勢い。参政は東京選挙区や比例で躍進の見込み。維新・共産・れいわは複数区で激しく競り合い。保守は初の議席を比例で獲得しそう。社民・再生・N党も議席獲得の可能性。

  - NNN（日本テレビ系列）[74]
    - 与党過半数は微妙。
    - 自民は40台の前半にとどまる見通しで改選議席を大きく下回る。公明は改選14を下回り10を獲得できるかギリギリ。
    - 野党は、立憲は20台後半をうかがう勢い。国民は10台後半の勢い。維新は大阪などの選挙区で議席獲得の勢いの一方、比例では伸び悩み。共産は議席を割り込む。れいわは議席を上積みする可能性。参政は2ケタをうかがう勢い。保守・社民・再生は比例で議席を獲得する可能性。

  - 日本経済新聞[75][76]
    - 自民、公明の与党は改選66から減らすも50は超える可能性。非改選と合わせ過半数をうかがう。
    - 野党では、立憲は議席が増える見通し。国民と参政が伸長。維新は改選5からそれほど変化せず。共産は比例を中心に議席獲得を目指す。れいわは比例で議席を維持する見通し。

  - 朝日新聞・ANN（テレビ朝日系列）[77]
    - 与党は非改選を含めた過半数が微妙。
    - 自民は改選前52を下回る見通し。1人区で自民がリードしているのは12にとどまる。公明は改選前14には届かず、多くの選挙区で互角や混戦。
    - 野党は、9つの1人区でリード。11の選挙区で自民と接戦。立憲は選挙区で議席を積み増し、改選前22を上回る。国民は改選前4を大きく上回り目標の16に迫る勢い。参政は東京や神奈川などで議席を獲得する可能性、比例でも議席増。

  - 共同通信[78]
    - 与野党が非改選を含む過半数の議席獲得を巡り激しく争う。
    - 自民は1人区で接戦が目立ち、議席を減らす公算大。1人区の勝敗次第で40台前半となる可能性。公明は兵庫で苦戦するなど公示前の14維持が困難。
    - 野党は、立民は比例で前回の7議席を超え、改選22から上積み、20台後半をうかがう。維新は12を獲得した前回に比べ伸び悩み。共産は改選7を割り込む恐れ。国民は複数区の千葉や神奈川などで当選圏内で改選4から大きく伸ばす可能性。れいわは比例で3が視野。参政は東京で選挙区の初議席獲得も。
2. 7月5日、6日
  - 毎日新聞[79]
    - 自民、公明の与党は過半数維持に必要な50確保に苦戦。与野党の攻防が激しい。
    - 自民は1人区で優位に進めているのは9選挙区にとどまる。複数区では11選挙区でそれぞれ1を確保。比例は12～15で前回の18から減る見通し。全体で32～46の見込み。公明は最大でも10にとどまる見通しで、改選前14を下回りそう。
    - 野党は選挙戦を優位に進める。1人区で無所属や野党系が優勢なのは16選挙区に上る。7選挙区で自民と接戦。立憲は複数区のうち北海道、埼玉、千葉、東京、神奈川、愛知、広島、福岡で1獲得の見込み。比例代表では7～10を確保しそう。維新は伸び悩み、京都と大阪で1獲得が有力、大阪の2議席目と東京と兵庫の議席獲得を目指す。比例は3～4の見込み。共産は東京で1、比例で2～3を獲得しそう。国民は静岡、愛知、香川で議席獲得が見込まれ、千葉、東京、神奈川などで接戦。比例では6～7を確保する勢い。れいわは比例代表で3～4の獲得が予想され、東京で議席獲得の可能性。参政は東京、愛知、福岡で議席確保の見込み。埼玉、千葉、神奈川、大阪などで接戦。比例では6～7を獲得する勢い。社民と保守は比例での議席獲得の可能性。

  - JNN（TBS系列）[80]
    - 自民と公明はいずれも議席を減らし過半数維持が微妙。
    - 1人区のうち自民が優勢なのは9選挙区にとどまり、これまで強かった鹿児島、宮崎などで苦戦。
    - 1人区で野党系が優勢なのは東北や四国など12選挙区に上り、11選挙区で自民と接戦。立憲が選挙区で議席増。維新、れいわも小幅に議席を積み増す。国民は改選議席を大きく上回り大幅増の見通し。参政は比例で大きく議席増、選挙区でも議席を獲得する可能性。保守は新たに議席を獲得する見通し。共産は議席減。社民は議席を獲得できるか微妙。

  - 産経新聞・FNN（フジテレビ系列）[81][82]
    - 自民の単独過半数は難しく、自民・公明が過半数を維持できる50の確保を巡って野党と激しい攻防。
    - 一人区では自民は石破の地元の鳥取・島根や北陸の複数県など14選挙区でリード。
    - 一人区で野党系は立憲などが候補者調整した選挙区を中心に11選挙区でリード。7選挙区で拮抗。国民・参政が比例代表などで現在の議席数を大きく超える勢い。
3. 7月12日、13日
  - 毎日新聞[83]
    - 自民、公明の与党は過半数の維持に必要な50確保に引き続き苦戦、選挙区によっては前回調査より苦戦の度合いが大きくなっている。与党の推定獲得議席は31～55。
    - 自民は、1人区で優位な選挙区が前回調査の9から6に減り、全体で27～43に減少。公明は擁立した7選挙区のうち優位なのは東京のみで残りは激戦、全体で4～12。
    - 野党系は1人区のうち16選挙区で優勢を維持、2選挙区で接戦から優勢に転じ、8選挙区で自民と接戦。立憲は堅調さを維持し、改選22を上回るのは確実。維新は伸び悩み、目標の6以上の確保は微妙。共産は3～5を確保しそう。国民は序盤の勢いを維持、改選4から数倍増を視野。参政も8～17を獲得の見込み。れいわ・保守は比例で複数議席を見込み、社民も比例で議席獲得の可能性。

  - JNN（TBS系列）[84]
    - 自民・公明はいずれも議席を減らし、与党が過半数となる50を割り込む可能性。
    - 1人区のうち自民が優勢なのは8選挙区に減少。
    - 野党系が1人区で優勢なのは東北や四国など15選挙区に増加、自民が強かった栃木や熊本を含む9選挙区で接戦。立憲が選挙区で議席増、維新・れいわも小幅に積み増す見通し。国民は10以上増やす可能性。参政は比例で大きく議席を増やすほか、選挙区を含め10以上を獲得する見込み。保守は新たに議席を獲得する見通し。共産は議席減、社民は議席を獲得できるか微妙。諸派のチームみらいが議席を獲得する可能性。

  - 産経新聞[85]
    - 自民は1人区での苦戦が際立ち、30台に低迷することも予想される。公明も複数の選挙区で厳しい戦いを強いられており、与党全体で40台にとどまる可能性。
    - 立憲は改選22を維持し、数議席程度を上積みしそうな状況。国民は、改選4を倍以上に伸ばす勢い。参政は複数の選挙区で主要政党の競り合いに食い込み、10議席超えも視野。維新は地元の大阪で苦戦、擁立した2人が勝利できるかは見通せない。

  - FNN（フジテレビ系列）[86]
    - 与党は50議席の確保に向け厳しい戦い。自民は前回調査でリードしていた1人区の半分ほどで野党候補に接戦に持ち込まれるなど苦戦、比例も改選19に達するのが難しい状況で40台前半になりそう。公明も改選3議席以上の選挙区に立てた候補者の多くが当落線上で、比例とあわせても改選14を下回る可能性。
    - 野党では立憲は選挙区で改選を上回る勢いも比例で伸び悩み20台後半。維新は地盤とする近畿以外で支持の広がりがなく現有の5前後にとどまる。共産は東京選挙区でリードも他の選挙区や比例で苦戦していて議席減。国民は首都圏や東海の選挙区で優勢、比例でも倍増。目標の16議席以上に迫る勢い。れいわは比例で複数の議席を獲得しそう。参政は比例で全国的に勢いがあり、改選3以上の複数区で先行する候補者も多々おり、議席を2桁に乗せる勢い。社民と保守は比例で議席を得る可能性。
4. 7月12日～15日
  - 讀賣新聞[87]
    - 与党で過半数に必要な50まで届かない可能性があり、過半数維持は厳しい。
    - 1人区では、自民が優勢なのは4にとどまる。序盤から群馬・岐阜・奈良で優勢から接戦に転じた。複数区では議席を確保できそうだが、大阪は厳しい。過去最低だった1989年の36を割り込む可能性も浮上。公明は、過去最低だった9と同水準に落ち込みそう。
    - 野党では、立憲は堅調で、序盤に比べて調子を上げている。1人区の岩手・長野・三重などで優位で、比例と合わせて30も視野。国民は勢いが持続し大幅増が見込まれ、目標の改選16以上に届きそう。参政は10を超える勢いで躍進しそう。東京で優位に立つほか、埼玉・愛知・大阪でも攻勢を強め接戦。比例でも躍進しそう。維新とれいわは伸び悩んでおり、共産は改選7を割り込む可能性。保守は比例で数議席を獲得しそうで、社民は1議席の確保を視野。
    - 獲得予想は自民24～39、公明7～13、立民24～32、国民12～25、参政5～19、維新3～9、共産2～5、れいわ2～5、保守1～5、社民0～1、無所属8～9。

  - NNN（日本テレビ系列）[88]
    - 与党は序盤より情勢が悪化。自民は苦戦する選挙区が増えていて、選挙区と比例、合わせて30台半ばにとどまる見通し。公明も目標である14の確保は厳しく、二桁獲得できるかギリギリの攻防で与党過半数の維持は厳しい。
    - 野党は、立憲が勢いを維持、改選の22を上回り、30台をうかがう。国民も勢いは変わらず、議席を大きく伸ばし目標の16を上回る可能性。6以上が目標の維新は大阪などの選挙区で議席を獲得する一方、関西以外の選挙区や比例では伸び悩み。共産も不振で改選7を割り込みそう。れいわは堅実な戦いぶりで改選2から議席を上積みする可能性。参政は序盤より支持が拡大、二桁に乗せる勢い。保守も比例で複数議席を獲得できそう。社民は比例で議席を獲得する可能性。再生の道・チームみらい・NHK党は議席獲得は見通せず。
5. 7月13日～14日
  - 朝日新聞[89]・ANN（テレビ朝日系）[90]
    - 自民、公明の与党は序盤情勢より劣勢となり、125の維持は困難。自民は比例区も苦戦し、選挙区とあわせて30台前半の可能性。公明は東京以外の選挙区で苦戦し、9前後になりそう。合わせても50に届かない可能性。
    - 野党は、参政が15前後となる勢い、選挙区で7前後を得る可能性があり、比例でも野党のトップを争う。立憲は改選前の22を上回り、27前後を得る可能性。1人区を中心に選挙区で議席を伸ばすも、比例で伸び悩み。国民は選挙区で混戦を抜け出せていない一方、比例で伸ばし、目標の16以上が視野。維新は改選前の5からほぼ横ばい、共産は4前後、れいわは3前後が有力。社民・保守・チームみらい・NHK党も議席を得る可能性あり。

  - 共同通信[91]
    - 自民、公明の与党は苦戦が目立ち、125維持が微妙。
    - 自民は選挙区と比例を合わせ40議席を確保できるかどうかの攻防。全国32の1人区のうち、東北で全敗の恐れ。
    - 野党は立憲が堅調、国民は大幅増の公算大。参政は前回調査での勢いを持続させており、2桁の議席獲得をうかがう。維新は足踏み状態。
6. 7月13日～15日
  - 日本経済新聞[92]
    - 自民、公明の与党は序盤よりも苦戦し、大幅に議席を減らす見通し。50の獲得は微妙。
    - 国民と参政が躍進し、いずれも10を超える議席数をうかがう。立憲は改選22から横ばいの見通し。維新は6以上とする目標の達成が微妙。共産は比例を合わせても5に届くかどうか。れいわは3前後が有力。
7. 調査日不明（7月15日報道）
  - 時事通信[93]
    - 自民、公明の与党は苦戦しており、非改選と合わせて過半数の維持に必要な50の確保は不透明。
    - 自民は1人区のうち13程度でリードするが、その半数ほどは激戦。東北、四国、九州で野党系に後れを取る候補が目立つ。複数区でも千葉、京都、兵庫で抜け出せていない。比例は前回の18から大きく減らし、12前後となりそう。公明は東京を除いて当落線上。埼玉や愛知で苦戦。比例も前回の6に届くか微妙で、改選14を下回る可能性。
    - 立憲は改選22から増やす見込み。1人区は地盤の厚い岩手、長野などに加えて福島、栃木で善戦。10選挙区程度で自民に先行。複数区は候補を立てた11選挙区の多くで安定。比例は前回の7から上積みを目指す。維新は大阪の2人目と京都、兵庫で接戦。比例は伸び悩んでいる。共産は東京の議席を維持しそうで、比例は前回並みの3で足踏み。国民は複数区の東京、静岡、愛知で議席獲得を視野に入れ、1人区でも山梨と香川で健闘。比例を含め改選4から10以上増やす可能性。れいわは比例で2～4議席の見通し。参政は東京など複数区で当選をうかがい、比例の結果次第で2桁に乗せる勢い。社民・保守は比例で議席確保を狙う。
8. 7月17日
  - 産経新聞[94]
    - 東京、埼玉、神奈川、愛知、大阪、北海道、千葉、兵庫、福岡、広島、富山の各選挙区を調査。
    - 与党は、改選数3以上の選挙区で苦戦、過半数を維持するために必要な50の獲得は困難。自民は、2人を擁立した東京、北海道、千葉の各選挙区などで苦戦。比例も低調で、合計30台にとどまることも予想される。公明は、埼玉、神奈川、愛知、大阪、兵庫、福岡の各選挙区で当落線上の戦いに臨んでおり、改選14を維持することは極めて難しい。
    - 野党は、立憲が改選22から積み増すとみられ、30台の獲得も視野。国民は、北海道、千葉、埼玉、神奈川、愛知の各選挙区で勝利の可能性があり、目標とする16の達成も現実味。参政は、東京、千葉、埼玉、神奈川、愛知、大阪、兵庫、福岡で議席獲得をうかがう。維新は、大阪で2人の候補がそろって勝利する可能性が出てきたが、改選6を維持できるかは見通せない。

  - FNN（フジテレビ系列）[95]
    - 自民は選挙区・比例ともに中盤よりさらに苦戦、30台にとどまる。公明は改選3以上の選挙区の候補のほとんどが当落ラインぎりぎりの混戦。比例代表で議席を減らす情勢で、改選議席の確保は難しそう。
    - 立憲は議席を増やす勢いで30台が視野。国民は接戦の選挙区が多いものの比例で倍増が見込まれ、目標の16以上を視野。維新は選挙区での議席獲得が近畿のみにとどまる見通し。れいわは比例で3前後を獲得できそう。参政は2桁の議席を得る公算大。20台に乗せる可能性も出ているが、どこまで伸ばすかは不透明。社民は比例で議席確保を巡る戦いが続き、保守は比例で2前後を見込む。

### 選挙特別番組

#### テレビ
NHK総合テレビ
- 『参議院選挙開票速報2025』（19:55 - 5:00）[69][注 4]

日本テレビ系列（NNN）
- 『zero選挙2025』（第1部・19:58 - 23:55、第2部・0:15 - 2:00）[press 10]

テレビ朝日系列（ANN）
- 『選挙ステーション2025』（19:54 - 22:45）、『有働Times』（22:45 - 0:00）[press 11]

TBS系列（JNN）
- 『選挙の日2025』（20:51[注 5] - 0:00）[press 12]

テレビ東京系列（TXN）
- 『選挙サテライト2025』（第1部・19:55 - 20:15、第2部・22:00 - 23:00）[press 13]

フジテレビ系列（FNN）
- 『Live選挙サンデー 超速報』（19:58 - 1:10、中断あり）[press 14]

その他
- 東京メトロポリタンテレビジョン（TOKYO MX）：『堀潤　選挙 Junction』（19:55 - ）[press 15]

#### ラジオ
NHKラジオ第1放送・NHK-FM放送
- 『参院選開票速報2025』（19:55 - ）

TBSラジオ（JRN）
- 『参院選2025＜物価高・少子化・分極化＞～この選択は何を変えるか？少数与党に下される審判は～』（20:00 - 0:00）[press 16]

ニッポン放送
- 『峯村健司と飯田浩司 参院選開票スペシャル』（19:58 - 1:00、延長あり）[press 17]

文化放送
- 『文化放送 参議院選挙開票スペシャル 決戦！125議席』（20:00 - 0:00）[press 18]

TOKYO FM
- 『JFN 参議院選挙特別番組』（第1部（開票スペシャル）・20:00 - 20:30、第2部（あしたを話そう）・22:00 - 23:30）[press 19]

その他
- ラジオ日本：『参議院選挙・国民の選択』（22:00 - 23:00）[press 20]
- FM GUNMA：『参院選2025』（21:00 - 22:00）[press 21]
- KBS京都ラジオ：『参議院選挙開票速報2025』（第1部・20:00 - 20:30、第2部・22:00 - 0:00、延長あり）[press 22]
- ABCラジオ：『ウラのウラまで 選挙です』（21:30 - 23:30）[press 23]
- MBSラジオ：『厳選！選挙ジャーナル』（21:00 - 23:00）[press 24]

#### インターネットメディア
ABEMA
- 『ABEMA Prime参院選SP』（19:50 - ）[press 25]

ニコニコ生放送
- 『【参院選2025】ひろゆき参戦! 開票特番LIVE 党首インタビュー・選挙速報の裏側まで解説』（19:45 - 1:00）[press 26]

## 選挙結果

### 出口調査
投票が終了した7月20日午後8時、NHKや民放テレビ5局（日本テレビ・テレビ朝日・TBSテレビ・テレビ東京・フジテレビ）を始め、各メディアが出口調査に基づく議席予測を報道。自民党と公明党の連立与党の大敗、立憲民主党の議席増、国民民主党と参政党の大躍進の見通しなどを伝えた。
自民党の予測議席はNHKが27～41、ANN（テレビ朝日系）が35、TXN（テレビ東京系）が34、JNN（TBSテレビ系）が33、NNN（日本テレビ系）とFNN（フジテレビ系）が32と、過去最低だった1989年の第15回参院選の36を下回り、公明党と合わせた与党の合計でもNHKが32～51、ANNが43、TXNが42、NNNとJNNが41、FNNが40で、目標の50には届かず過半数割れとなる予測が多く並んだ。
今回からNHK・日本テレビ・読売新聞社は国政選挙の出口調査を合同で実施。費用を分担し経費削減を図る。データは共有するが、分析は3者がそれぞれ独自に行い報道。3者の合同調査の結果は以下のとおり。
政権批判票
石破内閣を支持しないと答えたのはおよそ7割。うち18%が比例で参政に投票。国民（16%）、立憲（14%）を抑え、政権批判票の最大の受け皿となった。
無党派層
支持政党がない無党派層の比例の投票先は国民が15%で最も多く、参政が14%で続いた。無党派層は全体の24%で、投票先は立憲が12%で2024年衆院選に比べて13ポイント減、自民が11％で4ポイント減、維新が8%で3ポイント減。国民は2ポイント減らしたが、参政は9ポイント増加。
自民支持層
自民を支持している人のうち今回、比例で自民に投票したのは66.7%。自民支持の3人に1人が他党に投票した。内訳は参政6.2%、国民5.2%で躍進した2党に自民支持層が流出した。連立を組む公明に投票した自民支持者は4.4%で2党を下回った。
年代別
比例で国民が10代（18、19歳）の23%、20代の25%の支持を獲得。参政は30代の21%、40代の18%から支持を受け、各年代でそれぞれトップ。50代以上は自民支持が最も多く、70代以上では31%で、各年代で最も高かった。
重視した政策
最も重視した政策は「物価高対策・経済政策」が46％、「年金・社会保障政策」が17％、「子ども政策・少子化対策」が12％。「物価高対策・経済政策」と答えた人の比例の投票先は自民が20%、国民が16%、立憲が14%。「年金・社会保障政策」を挙げた人の投票先は24%が自民、15%が立憲、12%が維新。「子ども政策・少子化対策」と答えた人の投票先は自民と参政が15%で同率、国民が13%。消費税について「税率を引き下げるべき」が52%で最も多く「税率を維持すべき」が27%、「廃止すべき」が18%。
SNS・動画投稿サイト
投票する際に最も参考にしたメディアを「SNSや動画投稿サイト」と回答した人の割合を比例の投票先別にみると、保守が56.3%とトップで、次いで参政55.7%、れいわ41.0%、みらい40.6%と新興政党が上位を占めた。躍進した国民は34.5%。その他の政党は維新16.5%、公明11.2%、共産10.6%、社民10%、立憲9.1%と軒並み10%台以下で低く、自民は8.2%と11政党の中で最も低かった。

### 党派別獲得議席
| frameles                               |                                                                |                        |                        |                        |                        |                 |        |                 |                 |        |        |        |        |
| 政党                                   | 政党                                                           | 政党                   | 獲得 議席              | 増減                   | 選挙区                 | 選挙区          | 選挙区 | 比例区          | 比例区          | 比例区 | 公示前 | 非改選 | 議席計 |
| 政党                                   | 政党                                                           | 政党                   | 獲得 議席              | 増減                   | 議席                   | 得票数          | 得票率 | 議席            | 得票数          | 得票率 | 公示前 | 非改選 | 議席計 |
| 与党                                   | 与党                                                           | 与党                   | 47                     | 019                    | 31                     | 17,645,807.833  | 29.83% | 16              | 18,018,876.175  | 30.44% | 66     | 75     | 122    |
|                                        |                                                                | 自由民主党             | 39                     | 013                    | 27                     | 14,470,016.925  | 24.46% | 12              | 12,808,306.775  | 21.64% | 52     | 62     | 101    |
|                                        | 公明党                                                         | 8                      | 006                    | 4                      | 3,175,790.908          | 5.37%           | 4      | 5,210,569.400   | 8.80%           | 14     | 13     | 21     |        |
| 野党・無所属他                         | 野党・無所属他                                                 | 野党・無所属他         | 78                     | 027                    | 44                     | 41,507,837.905  | 70.17% | 34              | 41,166,520.290  | 69.56% | 51     | 48     | 126    |
|                                        |                                                                | 立憲民主党             | 22                     | 増減なし               | 15                     | 9,119,655.732   | 15.42% | 7               | 7,397,456.292   | 12.50% | 22     | 16     | 38     |
|                                        | 国民民主党                                                     | 17                     | 013                    | 10                     | 7,180,653.202          | 12.14%          | 7      | 7,620,492.852   | 12.88%          | 4      | 5      | 22     |        |
|                                        | 参政党                                                         | 14                     | 013                    | 7                      | 9,264,284.000          | 15.66%          | 7      | 7,425,053.580   | 12.55%          | 1      | 1      | 15     |        |
|                                        | 日本維新の会                                                   | 7                      | 001                    | 3                      | 3,451,834.000          | 5.84%           | 4      | 4,375,926.682   | 7.39%           | 6      | 12     | 19     |        |
|                                        | 日本共産党                                                     | 3                      | 004                    | 1                      | 2,831,672.000          | 4.79%           | 2      | 2,864,738.498   | 4.84%           | 7      | 4      | 7      |        |
|                                        | れいわ新選組                                                   | 3                      | 001                    | 0                      | 1,881,606.000          | 3.18%           | 3      | 3,879,914.253   | 6.56%           | 2      | 3      | 6      |        |
|                                        | 日本保守党                                                     | 2                      | 002                    | 0                      | 652,266.000            | 1.10%           | 2      | 2,982,093.455   | 5.04%           | 0      | 0      | 2      |        |
|                                        | 社会民主党                                                     | 1                      | 増減なし               | 0                      | 302,775.000            | 0.51%           | 1      | 1,217,823.169   | 2.06%           | 1      | 1      | 2      |        |
|                                        | チームみらい                                                   | 1                      | 001                    | 0                      | 956,674.002            | 1.62%           | 1      | 1,517,890.306   | 2.56%           | 0      | 0      | 1      |        |
|                                        | 無所属                                                         | 8                      | 001                    | 8                      | 3,923,802.168          | 6.63%           | －     | －              | －              | 7      | 5      | 13     |        |
|                                        | NHK党                                                          | 0                      | 001                    | 0                      | 740,740.050            | 1.25%           | 0      | 682,626.375     | 1.15%           | 1      | 1      | 1      |        |
|                                        | 再生の道                                                       | 0                      | 増減なし               | 0                      | 128,746.000            | 0.22%           | 0      | 524,787.516     | 0.89%           | 0      | 0      | 0      |        |
|                                        | 日本誠真会                                                     | 0                      | 増減なし               | 0                      | 223,067.000            | 0.38%           | 0      | 333,263.000     | 0.56%           | 0      | 0      | 0      |        |
|                                        | 無所属連合                                                     | 0                      | 増減なし               | 0                      | 341,436.751            | 0.58%           | 0      | 289,222.312     | 0.49%           | 0      | 0      | 0      |        |
|                                        | 日本改革党                                                     | 0                      | 増減なし               | 0                      | 74,274.000             | 0.13%           | 0      | 55,232.000      | 0.09%           | 0      | 0      | 0      |        |
|                                        | 減税日本                                                       | 0                      | 増減なし               | 0                      | 254,938.000            | 0.43%           | －     | －              | －              | 0      | 0      | 0      |        |
|                                        | 日本保守党                                                     | 0                      | 増減なし               | 0                      | 129,130.000            | 0.22%           | －     | －              | －              | 0      | 0      | 0      |        |
|                                        | 日本の家庭を守る会                                             | 0                      | 増減なし               | 0                      | 23,686.000             | 0.04%           | －     | －              | －              | 0      | 0      | 0      |        |
|                                        | みんなでつくる党                                               | 0                      | 増減なし               | 0                      | 6,292.000              | 0.01%           | －     | －              | －              | 0      | 0      | 0      |        |
|                                        | 税金とうめい化の党（自分ことしか考えていない国会議員退場の党） | 0                      | 増減なし               | 0                      | 5,387.000              | 0.01%           | －     | －              | －              | 0      | 0      | 0      |        |
|                                        | 新党くにもり                                                   | 0                      | 増減なし               | 0                      | 4,832.000              | 0.01%           | －     | －              | －              | 0      | 0      | 0      |        |
|                                        | 新党やまと                                                     | 0                      | 増減なし               | 0                      | 3,885.000              | 0.01%           | －     | －              | －              | 0      | 0      | 0      |        |
|                                        | 西郷党                                                         | 0                      | 増減なし               | 0                      | 1,805.000              | 0.00%           | －     | －              | －              | 0      | 0      | 0      |        |
|                                        | 核融合党                                                       | 0                      | 増減なし               | 0                      | 1,611.000              | 0.00%           | －     | －              | －              | 0      | 0      | 0      |        |
|                                        | 世界平和党                                                     | 0                      | 増減なし               | 0                      | 1,494.000              | 0.00%           | －     | －              | －              | 0      | 0      | 0      |        |
|                                        | 救世主作る党                                                   | 0                      | 増減なし               | 0                      | 1,292.000              | 0.00%           | －     | －              | －              | 0      | 0      | 0      |        |
|                                        | 欠員                                                           | 欠員                   | 0                      | 008                    | －                     | －              | －     | －              | －              | －     | 7      | 1      | 0      |
| 総計                                   | 総計                                                           | 総計                   | 125                    | 001                    | 75                     | 59,153,645.465  | 100.0% | 50              | 59,185,396.465  | 100.0% | 124    | 124    | 248    |
| 有効票数（有効率）                     | 有効票数（有効率）                                             | 有効票数（有効率）     | 有効票数（有効率）     | 有効票数（有効率）     | 有効票数（有効率）     | 59,153,646.000  | 97.59% |                 | 59,185,735.000  | 97.65% |        |        |        |
| 無効票数（無効率）                     | 無効票数（無効率）                                             | 無効票数（無効率）     | 無効票数（無効率）     | 無効票数（無効率）     | 無効票数（無効率）     | 1,460,129.000   | 2.41%  | 1,422,497.000   | 2.35%           |        |        |        |        |
| 投票総数                               | 投票総数                                                       | 投票総数               | 投票総数               | 投票総数               | 投票総数               | 60,613,775.000  | －     |                 | 60,608,232.000  | －     |        |        |        |
| 不足数                                 | 不足数                                                         | 不足数                 | 不足数                 | 不足数                 | 不足数                 | 1,101.000       | －     | 2,435.000       | －              |        |        |        |        |
| 投票者数（投票率）                     | 投票者数（投票率）                                             | 投票者数（投票率）     | 投票者数（投票率）     | 投票者数（投票率）     | 投票者数（投票率）     | 60,614,876.000  | 58.51% |                 | 60,610,667.000  | 58.51% |        |        |        |
| 国内投票者数（投票率）                 | 国内投票者数（投票率）                                         | 国内投票者数（投票率） | 国内投票者数（投票率） | 国内投票者数（投票率） | 国内投票者数（投票率） | 60,587,865.000  | 58.54% | 60,583,507.000  | 58.54%          |        |        |        |        |
| 在外投票者数（投票率）                 | 在外投票者数（投票率）                                         | 在外投票者数（投票率） | 在外投票者数（投票率） | 在外投票者数（投票率） | 在外投票者数（投票率） | 27,011.000      | 26.90% | 27,160.000      | 27.04%          |        |        |        |        |
| 棄権者数（棄権率）                     | 棄権者数（棄権率）                                             | 棄権者数（棄権率）     | 棄権者数（棄権率）     | 棄権者数（棄権率）     | 棄権者数（棄権率）     | 42,976,930.000  | 41.49% |                 | 42,981,139.000  | 41.49% |        |        |        |
| 国内棄権者数（棄権率）                 | 国内棄権者数（棄権率）                                         | 国内棄権者数（棄権率） | 国内棄権者数（棄権率） | 国内棄権者数（棄権率） | 国内棄権者数（棄権率） | 42,903,510.000  | 41.46% | 42,907,868.000  | 41.46%          |        |        |        |        |
| 在外棄権者数（棄権率）                 | 在外棄権者数（棄権率）                                         | 在外棄権者数（棄権率） | 在外棄権者数（棄権率） | 在外棄権者数（棄権率） | 在外棄権者数（棄権率） | 73,420.000      | 73.10% | 73,271.000      | 72.96%          |        |        |        |        |
| 有権者数                               | 有権者数                                                       | 有権者数               | 有権者数               | 有権者数               | 有権者数               | 103,591,806.000 | 100.0% |                 | 103,591,806.000 | 100.0% |        |        |        |
| 国内有権者数（国内率）                 | 国内有権者数（国内率）                                         | 国内有権者数（国内率） | 国内有権者数（国内率） | 国内有権者数（国内率） | 国内有権者数（国内率） | 103,491,375.000 | 99.90% | 103,491,375.000 | 99.90%          |        |        |        |        |
| 在外有権者数（在外率）                 | 在外有権者数（在外率）                                         | 在外有権者数（在外率） | 在外有権者数（在外率） | 在外有権者数（在外率） | 在外有権者数（在外率） | 100,431.000     | 0.10%  | 100,431.000     | 0.10%           |        |        |        |        |
| 出典：参議院議員通常選挙結果調（速報） |                                                                |                        |                        |                        |                        |                 |        |                 |                 |        |        |        |        |

選挙区投票率：58.51%（前回比： 6.46%）
【男性：59.27%（前回比： 7.00%） 女性：57.80%（前回比： 5.96%）】
比例区投票率：58.51%（前回比： 6.47%）
【男性：59.27%（前回比： 7.01%） 女性：57.80%（前回比： 5.96%）】
- 獲得議席（125）・選挙区議席数（75）に、東京都選挙区の非改選補欠選挙（合併選挙）当選者（1）を含む。

### 党派別当選者内訳
| 党派                                   | 党派         | 計    | 内訳 | 内訳 | 内訳 | 男性 | 女性 | 選挙区 | 選挙区 | 選挙区 | 選挙区 | 選挙区 | 選挙区 | 比例区 | 比例区 | 比例区 | 比例区 | 比例区 | 比例区 |
| 党派                                   | 党派         | 計    | 現   | 元   | 新   | 男性 | 女性 | 計     | 現     | 元     | 新     | 男性   | 女性   | 計     | 現     | 元     | 新     | 男性   | 女性   |
| -------------------------------------- | ------------ | ----- | ---- | ---- | ---- | ---- | ---- | ------ | ------ | ------ | ------ | ------ | ------ | ------ | ------ | ------ | ------ | ------ | ------ |
|                                        | 自由民主党   | 39    | 26   | 1    | 12   | 32   | 7    | 27     | 20     | 0      | 7      | 23     | 4      | 12     | 6      | 1      | 5      | 9      | 3      |
|                                        | 立憲民主党   | 21+1  | 14+1 | 3    | 4    | 10   | 11+1 | 14+1   | 10+1   | 1      | 3      | 7      | 7+1    | 7      | 4      | 2      | 1      | 3      | 4      |
|                                        | 国民民主党   | 17    | 4    | 0    | 13   | 12   | 5    | 10     | 1      | 0      | 9      | 6      | 4      | 7      | 3      | 0      | 4      | 6      | 1      |
|                                        | 参政党       | 14    | 1    | 0    | 13   | 7    | 7    | 7      | 0      | 0      | 7      | 2      | 5      | 7      | 1      | 0      | 6      | 5      | 2      |
|                                        | 公明党       | 8     | 4    | 0    | 4    | 8    | 0    | 4      | 3      | 0      | 1      | 4      | 0      | 4      | 1      | 0      | 3      | 4      | 0      |
|                                        | 日本維新の会 | 7     | 2    | 0    | 5    | 4    | 3    | 3      | 0      | 0      | 3      | 2      | 1      | 4      | 2      | 0      | 2      | 2      | 2      |
|                                        | 日本共産党   | 3     | 2    | 0    | 1    | 1    | 2    | 1      | 1      | 0      | 0      | 0      | 1      | 2      | 1      | 0      | 1      | 1      | 1      |
|                                        | れいわ新選組 | 3     | 1    | 0    | 2    | 1    | 2    | 0      | 0      | 0      | 0      | 0      | 0      | 3      | 1      | 0      | 2      | 1      | 2      |
|                                        | 日本保守党   | 2     | 0    | 0    | 2    | 2    | 0    | 0      | 0      | 0      | 0      | 0      | 0      | 2      | 0      | 0      | 2      | 2      | 0      |
|                                        | 社会民主党   | 1     | 0    | 0    | 1    | 1    | 0    | 0      | 0      | 0      | 0      | 0      | 0      | 1      | 0      | 0      | 1      | 1      | 0      |
|                                        | チームみらい | 1     | 0    | 0    | 1    | 1    | 0    | 0      | 0      | 0      | 0      | 0      | 0      | 1      | 0      | 0      | 1      | 1      | 0      |
|                                        | 無所属       | 8     | 4    | 0    | 4    | 4    | 4    | 8      | 4      | 0      | 4      | 4      | 4      | －     | －     | －     | －     | －     | －     |
| 総計                                   | 総計         | 124+1 | 58+1 | 4    | 62   | 83   | 41+1 | 74+1   | 39+1   | 1      | 34     | 48     | 26+1   | 50     | 19     | 3      | 28     | 35     | 15     |
| 出典：参議院議員通常選挙結果調（速報） |              |       |      |      |      |      |      |        |        |        |        |        |        |        |        |        |        |        |        |

- +1は東京都選挙区の非改選分の補欠（合併選挙）当選者。

すべての都道府県で投票率は前回の参院選を上回った。
期日前投票者数（選挙区）は2618万2089人で、参院選で最多だった前回2022年の約1961万3000人から約656万8000人増え、最多を更新。2004年に期日前投票制度が導入されて以降、衆院選を含めた国政選挙で過去最多。投票日が3連休の中日と重なったことから総務省や選挙管理委員会が利用を強く呼びかけたことが一因とみられる。
女性当選者は過去最多の42人で、初めて30％台となった。また、平成生まれの参議院議員が初めて誕生した。

### 1人区
32ある1人区で自民党は14勝18敗で非自民候補に負け越した。前回2022年の28勝4敗から半減し、前々回2016年に1人区が32になって以来最低。非自民候補が獲得した18議席のうち、立憲民主党が前回より6議席多い8議席、国民民主党が前回より2議席多い3議席、野党系の無所属候補が6議席、与党系の無所属候補が1議席を獲得した。
自民は石破茂総裁の地元の鳥取・島根や福井、山口などで勝利したものの、四国で全敗、東北で1勝5敗に終わった。立憲は青森、岩手、宮城、新潟、長野、三重、大分、宮崎で、国民は玉木雄一郎代表の地元の香川や富山、山梨でそれぞれ議席を得た。秋田、山形、徳島・高知、愛媛、鹿児島、沖縄では野党統一候補が勝利した。
全選挙区に候補者を立てた参政党は、1人区で当選者はなかったものの、群馬では自民の現職を1万8千票差まで追い込む善戦を見せるなど、保守層や無党派層の一定の受け皿となり、立憲や国民など非自民に有利に働いたことが自民負け越しの遠因となったとの分析もある。朝日新聞の出口調査によると、1人区で無党派層が自民に投票した割合は前回2022年に比べ10%以上減少、参政に投票した割合は倍以上に増加した。
非自民候補が乱立したことで反自民票が分散し、漁夫の利を得た自民の候補が勝利する1人区もあった。立憲、国民、維新、共産、れいわが全ての1人区で候補者を一本化していた場合、計算上、野党は20勝まで上積みできた。実際には栃木で立憲・共産、滋賀で国民・維新・共産、奈良で立憲・国民・維新・共産の各候補が共倒れした。

### 党派別

#### 与党
獲得議席は47にとどまり、目標とした50議席に届かず惨敗。非改選議席と合わせ122議席となり、過半数の125議席を割り込んだ。自民を中心とした政権が衆参両院でともに過半数を割り込むのは1955年の結党以来初めて。比例では自民と公明の得票率の合計が前回2022年の46％から30％に激減。与党としては1983年の比例代表制導入以降で最低となった。
自由民主党
選挙区27議席・比例12議席の合計39議席となり、改選52議席から13議席を減らす大敗を喫した。1989年の36議席、2007年の37議席に次いで3番目に低い獲得議席となった。比例で12議席に留まるのは2010年と並ぶ過去最低の記録で、得票率も過去最低となった。
選挙区では群馬では1人区以降初めて得票率が4割を下回り、辛うじて当選したものの参政候補に約1万8千票差に迫られる大苦戦となり、大阪で27年ぶり、宮崎、富山、香川では18年ぶり、鹿児島では1人区になって以来初めて議席を失い、和歌山では昨年総選挙からのリベンジを狙った二階伸康が、保守系無所属の望月良男が立候補して保守分裂となった影響を受ける形で再び落選するなど保守王国での取りこぼしも目立った。13年ぶりに2議席目を失った東京で元厚生労働大臣で党参議院議員会長の武見敬三が落選し、比例では元参議院議長の山東昭子、党幹事長代理の佐藤正久らが落選した。選挙直前に議員辞職し自民に復党した鈴木宗男は比例で党の最後の当選枠に滑り込んだ。
公明党
選挙区7議席・比例7議席以上を目標に掲げたが、選挙区・比例共に4議席しか獲得できず、改選14議席を過去最低の8議席へ減らす大敗に終わった。選挙区では参政の躍進もあって埼玉・神奈川・愛知で現職が落選し、神奈川では参政の候補にわずか5289票差で敗れるなど苦戦が目立った。公認候補が選挙区で敗れるのは2007年以来18年ぶりである。比例では700万票の獲得を目指したが、結果は521万票と前回2022年から約100万票減らし得票率が初めて二桁を割り込み、集票力低下が目立った。

#### 野党
立憲民主党
選挙区15議席・比例7議席の22議席に留まり、議席を積み増すことは出来なかった。1人区の青森・宮崎・大分で自民から議席を奪った一方、複数区の茨城・福岡では国民や参政の躍進に弾き飛ばされ現職が議席を失う事態となり、東京では現職2人のうち塩村文夏が7位となり任期3年の補欠当選枠で当選、自動失職した蓮舫の任期を引き継ぐのみに留まった。大阪では維新2人に加え参政、国民、共産などの後塵を拝し9位で落選。民進党当時の2016年以来続く旧民主党系の空白を解消できなかった。比例では前回比62万票（約9%）増の739万票を獲得したが、政権批判票の受け皿になりきれず自民、国民、参政に続く4番手となり伸び悩みが顕著に表れた。比例では産別候補のうち私鉄総連が擁立した森屋隆が議席を失ったほか、現職の川田龍平、石川大我も落選した。元職の蓮舫、森裕子が返り咲いたほか、元社民党首の吉田忠智が当選しおよそ2年ぶりに国政復帰。
日本維新の会
改選6議席から1議席積み増し、7議席を獲得。地元の大阪では2議席を維持し、京都で初めての議席を獲得したが、前回・前々回はトップ当選だった兵庫の議席を失った。関西以外の選挙区では議席を獲得できなかった。比例では4議席を獲得。吉村洋文代表が掲げた「改選6議席以上」の目標はクリアしたものの、前回2022年の12からは失速、非改選をあわせた新勢力で国民に抜かれ、参院で野党第3党に転落。比例の得票数は野党で最多だった前回2022年の約785万票から約438万票に激減、前々回2019年の水準を下回った。前総務会長の柳ヶ瀬裕文ら2人の現職のほか、元職で前政調会長の音喜多駿が落選している。
国民民主党
候補者の擁立問題で批判を受け党勢が落ち込んだものの、選挙区10議席・比例7議席となり、改選4議席の4倍以上となる17議席を獲得。玉木雄一郎代表が目標に掲げた16議席をクリアした。比例の得票数では野党のトップ。選挙区でも大阪以外の4人区で議席を獲得し、東京では2議席を得るなど躍進。4人区の愛知では新人候補、2人区の静岡では6年前に自民の後塵を拝した榛葉賀津也幹事長がトップで当選した。1人区では保守王国の富山や山梨、玉木の地元である香川で自民から議席を奪った。一方で同じく躍進した参政に票を奪われ、兵庫で5位、大阪で6位に沈むなど当初の勢いを削がれた選挙区も少なからずみられた。北海道では3位当選した自民現職に約9000票差、次点の参政新人に約700票差の5位であった。しかし、非改選の5議席と合わせて21議席以上を確保。参院で予算を伴う法案を単独で提出することが可能になった。比例で前衆議院議員の足立康史が当選し国政に復帰した一方、元職の須藤元気、薬師寺道代は落選している。
日本共産党
東京で1議席・比例2議席を得たが、埼玉と京都で議席を失い、改選前の7議席から半分以下となる3議席に終わった。比例で286万4000票、得票率4.84％に留まり、前回選挙の361万8342票を下回るなど、党員の高齢化などによる党勢の衰えに歯止めがかからなかった。この影響で筆頭副委員長の山下芳生、参議院国対委員長の井上哲士、副委員長の倉林明子の幹部会議員などが議席を失い、非改選の議席を合わせても7議席となり、参議院で単独で法案を提出することが不可能になった。
れいわ新選組
選挙区では全敗、比例で3議席を獲得。改選前から1議席を増やしたが目標の7議席には届かなかった。新興政党の中では躍進した参政に比べやや埋没。重視していた比例での得票が伸びを欠いた。前回比例特定枠で当選した木村英子が今回は特定枠を使用せず、個人票の党内得票2位で当選している。
参政党
選挙区で7議席・比例で7議席の14議席を獲得。最終盤に目標としていた20議席には届かなかったが、当初の目標である6議席を大幅に上回った。東京で2位当選、全ての4人区（埼玉・神奈川・愛知・大阪）で議席を獲得し、福岡と茨城で立憲現職を追い落とすなど勢いが目立った。落選した選挙区でも、北海道では3位で当選した自民現職に約8,400票差まで迫る大健闘。非改選の議席を含めて15議席となり、参院で予算を伴わない法案を単独で提出することが可能になった。選挙区の候補者全員が供託金の没収点を上回る票を得た。また、全選挙区に候補者を擁立したこともあって選挙区の得票数が野党で1位となり、全体でも2位となった。比例の得票数は前回約176万8000票から大幅に増やし742万5053票と自民、国民に次いで3位。秋田（9.4％）を除く46都道府県で得票率が10％を超え、大阪では維新に次ぐ2位となった。比例で元衆議院議員の安藤裕、松田学が当選し国政に復帰している。
日本保守党
比例区で弁護士の北村晴男が全候補者中トップの個人票約97万票を集め、北村と百田尚樹代表が当選し2議席を獲得。参議院で初の議席を得た。所属国会議員が5人となり公職選挙法上の政党要件2点を全て満たした。
社会民主党
選挙区ではすべて落選したが、比例区でタレントのラサール石井が個人票207,143票を集め当選、1議席を得た。比例で121万7823票を得票し得票率2.06%で公職選挙法上の政党要件を死守した。一方で前回繰上当選から再選を目指した副党首の大椿裕子は個人票59,279票を得たが落選している。

#### 諸派・その他・無所属
諸派では、チームみらいの安野貴博党首が比例で当選し、初の議席を得た。比例で2.56%の得票率を獲得し公職選挙法上の政党要件を満たした。
再生の道、NHK党、みんなでつくる党など、その他の政治団体は全敗し議席を獲得できなかった。NHK党は比例で現職の浜田聡が個人票23万票以上を獲得したが落選。みんなでつくる党は2%以上の得票率を獲得できず、旧党名「NHKから国民を守る党」時代に得た公職選挙法上の政党要件を失った。
無所属は8人が当選。鹿児島で自民の重鎮だった尾辻秀久の三女・朋実が立憲の推薦を得て議席を獲得したほか、兵庫では立憲県連から推薦を受けた泉房穂が80万票以上を集め2位にダブルスコアの大差をつけ圧勝し国政へ復帰した。和歌山では昨年の総選挙で衆議院議員に転じた世耕弘成の支援を受けた望月良男が、自民から公認を受けた二階俊博の三男・伸康を破って保守分裂の選挙を制した。望月以外の7人は野党系無所属である。

## 政党
| 与党（自公連立政権） 自由民主党：39議席（101議席） 総裁：石破茂 副総裁 ：菅義偉 幹事長 ：森山裕 総務会長 ：鈴木俊一 政務調査会長 ：小野寺五典 選挙対策委員長：木原誠二 国会対策委員長：坂本哲志 参議院議員会長：武見敬三                 | 公明党：8議席（21議席） 代表：斉藤鉄夫 幹事長 ：西田実仁 中央幹事会会長：赤羽一嘉 政務調査会長 ：岡本三成 選挙対策委員長：三浦信祐 国会対策委員長：佐藤英道 参議院議員会長：谷合正明                                                           | |  |
| 野党 立憲民主党：22議席（38議席） 代表：野田佳彦 代表代行 ：長妻昭 辻元清美 大串博志 幹事長 ：小川淳也 政務調査会長 ：重徳和彦 常任幹事会議長：菊田真紀子 選挙対策委員長：大串博志（兼） 国会対策委員長：笠浩史 参議院議員会長：水岡俊一 | 国民民主党：17議席（22議席） 代表：玉木雄一郎 代表代行 ：古川元久 幹事長 ：榛葉賀津也 政務調査会長 ：濱口誠 選挙対策委員長：浜野喜史 国会対策委員長：古川元久（兼） 参議院議員会長：舟山康江                                                   | 日本維新の会：7議席（19議席） 代表 ：吉村洋文 共同代表：前原誠司 副代表 ：横山英幸 幹事長 ：岩谷良平 総務会長 ：阿部司 政務調査会長 ：青柳仁士 選挙対策本部長：岩谷良平（兼） 参議院議員会長：浅田均                                              |  |
| 参政党：14議席（15議席） 代表：神谷宗幣 副代表 ：川裕一郎 事務局長 ：神谷宗幣（兼） 副事務局長：川裕一郎（兼） | 日本共産党：3議席（7議席） 議長 ：志位和夫 委員長：田村智子 副委員長 ：浜野忠夫 市田忠義 緒方靖夫 倉林明子 田中悠 書記局長 ：小池晃 政策委員会責任者：山添拓 選挙対策委員長 ：穀田恵二 国会対策委員長 ：穀田恵二（兼） 参議院議員団長 ：紙智子 | れいわ新選組：3議席（6議席） 代表 ：山本太郎 共同代表：櫛渕万里 大石晃子 副代表 ：舩後靖彦 木村英子 多ケ谷亮 幹事長 ：高井崇志 政策審議会長 ：大石晃子（兼） 選挙対策委員長：山本太郎（兼） 国会対策委員長：山川仁 参議院議員会長：舩後靖彦（兼） |  |
| 日本保守党：2議席（2議席） 代表 ：百田尚樹 共同代表：河村たかし 事務総長：有本香 | 社会民主党：1議席（2議席） 党首：福島瑞穂 副党首 ：新垣邦男 大椿裕子 幹事長 ：服部良一 政策審議会長 ：新垣邦男（兼） 選挙対策委員長：服部良一（兼） 国会対策委員長：新垣邦男（兼） 参議院議員会長：福島瑞穂（兼）                              | |  |

諸派：1議席（1議席）
- 1議席（1団体）

チームみらい：安野貴博（比例区）

## 議員

### 選挙区当選者
自由民主党   公明党   立憲民主党   日本維新の会   国民民主党   日本共産党   参政党   無所属 
| 改選定数4以上 | 改選定数4以上 | 改選定数4以上 | 改選定数4以上 | 改選定数4以上 | 改選定数4以上 | 改選定数4以上 | 改選定数4以上 |
| ------------- | ------------- | ------------- | ------------- | ------------- | ------------- | ------------- | ------------- |
| 東京都        | 鈴木大地      | さや          | 牛田茉友      | 川村雄大      | 奥村祥大      | 吉良佳子      | 塩村文夏      |
| 神奈川県      | 牧山ひろえ    | 籠島彰宏      | 脇雅昭        | 初鹿野裕樹    |               |               |               |
| 埼玉県        | 古川俊治      | 江原久美子    | 熊谷裕人      | 大津力        |               |               |               |
| 愛知県        | 水野孝一      | 田島麻衣子    | 杉本純子      | 酒井庸行      |               |               |               |
| 大阪府        | 佐々木理江    | 岡崎太        | 宮出千慧      | 杉久武        |               |               |               |

| 改選定数3 | 改選定数3  | 改選定数3 | 改選定数3 |
| --------- | ---------- | --------- | --------- |
| 北海道    | 高橋はるみ | 勝部賢志  | 岩本剛人  |
| 千葉県    | 小林さやか | 長浜博行  | 石井準一  |
| 兵庫県    | 泉房穂     | 高橋光男  | 加田裕之  |
| 福岡県    | 松山政司   | 中田優子  | 下野六太  |

| 改選定数2 | 改選定数2 | 改選定数2 | 改選定数2 | 改選定数2  | 改選定数2 |
| --------- | --------- | --------- | --------- | ---------- | --------- |
| 茨城県    | 上月良祐  | 櫻井祥子  | 静岡県    | 榛葉賀津也 | 牧野京夫  |
| 京都府    | 新実彰平  | 西田昌司  | 広島県    | 西田英範   | 森本真治  |

| 改選定数1 | 改選定数1  | 改選定数1 | 改選定数1  | 改選定数1 | 改選定数1  | 改選定数1 | 改選定数1 | 改選定数1  | 改選定数1  |
| --------- | ---------- | --------- | ---------- | --------- | ---------- | --------- | --------- | ---------- | ---------- |
| 青森県    | 福士珠美   | 岩手県    | 横澤高徳   | 宮城県    | 石垣のりこ | 秋田県    | 寺田静    | 山形県     | 芳賀道也   |
| 福島県    | 森まさこ   | 栃木県    | 高橋克法   | 群馬県    | 清水真人   | 山梨県    | 後藤斎    | 新潟県     | 打越さく良 |
| 富山県    | 庭田幸恵   | 石川県    | 宮本周司   | 福井県    | 滝波宏文   | 長野県    | 羽田次郎  | 岐阜県     | 若井敦子   |
| 三重県    | 小島智子   | 滋賀県    | 宮本和宏   | 奈良県    | 堀井巌     | 和歌山県  | 望月良男  | 鳥取・島根 | 出川桃子   |
| 岡山県    | 小林孝一郎 | 山口県    | 北村経夫   | 香川県    | 原田秀一   | 愛媛県    | 永江孝子  | 徳島・高知 | 広田一     |
| 佐賀県    | 山下雄平   | 長崎県    | 古賀友一郎 | 熊本県    | 馬場成志   | 大分県    | 吉田忠智  | 宮崎県     | 山内佳菜子 |
| 鹿児島県  | 尾辻朋実   | 沖縄県    | 高良沙哉   |           |            |           |           |            |            |

### 比例区当選者
自由民主党   公明党   立憲民主党   日本維新の会   国民民主党   日本共産党   参政党   日本保守党   れいわ新選組   チームみらい   社会民主党 
| 1-10  | 舞立昇治   | 田村麻美 | 梅村みずほ | 蓮舫         | 福山守   | 平木大作 | 嘉田由紀子 | 犬童周作   | 伊勢崎賢治 | 浜野喜史 |
| 11-20 | 安達悠司   | 岸真紀子 | 山田太郎   | 北村晴男     | 小池晃   | 司隆史   | 見坂茂範   | 礒崎哲史   | 安藤裕     | 吉川沙織 |
| 21-30 | 石井めぐみ | 東野秀樹 | 木村英子   | 伊藤辰夫     | 松田学   | 水岡俊一 | 橋本聖子   | 佐々木雅文 | 釜萢敏     | 足立康史 |
| 31-40 | 安野貴博   | 百田尚樹 | 岩本麻奈   | 小沢雅仁     | 柴田巧   | 白川容子 | 有村治子   | 原田大二郎 | 奥田芙美代 | 石田昌宏 |
| 41-50 | 平戸航太   | 山中泉   | 郡山玲     | ラサール石井 | 本田顕子 | 石平     | 山田吉彦   | 鈴木宗男   | 後藤翔太   | 森裕子   |

#### 繰上当選
| 年 | 月 | 当選者 | 名簿政党名 | 欠員 | 欠員事由 |
| -- | -- | ------ | ---------- | ---- | -------- |

### 初当選
計62名
- ※：衆議院議員経験者

自由民主党
12名
- 鈴木大地（東京）
- 脇雅昭（神奈川）
- 若井敦子（岐阜）
- 宮本和宏（滋賀）
- 出川桃子（鳥取・島根）

- 小林孝一郎（岡山）
- 西田英範（広島）
- 福山守（比例）※
- 犬童周作（比例）
- 見坂茂範（比例）

- 東野秀樹（比例）
- 釜萢敏（比例）

立憲民主党
4名
- 福士珠美（青森）
- 小島智子（三重）
- 山内佳菜子（宮崎）
- 郡山玲（比例）

国民民主党
13名
- 江原久美子（埼玉）
- 牛田茉友（東京）
- 奥村祥大（東京）
- 小林さやか（千葉）
- 籠島彰宏（神奈川）

- 後藤斎（山梨）※
- 庭田幸恵（富山）
- 水野孝一（愛知）
- 原田秀一（香川）
- 伊藤辰夫（比例）

- 足立康史（比例）※
- 平戸航太（比例）
- 山田吉彦（比例）

参政党
13名
- 大津力（埼玉）
- 櫻井祥子（茨城）
- さや（東京）
- 初鹿野裕樹（神奈川）
- 杉本純子（愛知）

- 宮出千慧（大阪）
- 中田優子（福岡）
- 安達悠司（比例）
- 安藤裕（比例）※
- 松田学（比例）※

- 岩本麻奈（比例）
- 山中泉（比例）
- 後藤翔太（比例）

公明党
4名
- 川村雄大（東京）
- 司隆史（比例）
- 佐々木雅文（比例）
- 原田大二郎（比例）

日本維新の会
5名
- 新実彰平（京都）
- 佐々木理江（大阪）
- 岡崎太（大阪）
- 石井めぐみ（比例）
- 石平（比例）

日本共産党
1名
- 白川容子（比例）

れいわ新選組
2名
- 伊勢崎賢治（比例）
- 奥田芙美代（比例）

日本保守党
2名
- 北村晴男（比例）
- 百田尚樹（比例）

社会民主党
1名
- ラサール石井（比例）

チームみらい
1名
- 安野貴博（比例）

無所属
4名
- 泉房穂（兵庫）※
- 望月良男（和歌山）
- 尾辻朋実（鹿児島）
- 高良沙哉（沖縄）

### 返り咲き・復帰
計4名
自由民主党
1名
- 鈴木宗男（比例）

立憲民主党
3名
- 吉田忠智（大分）
- 蓮舫（比例）
- 森裕子（比例）

### 引退・不出馬
計20名
自由民主党
9名
- 太田房江（大阪）[174]
- 石井正弘（岡山）[175]
- 尾辻秀久（鹿児島）[176]
- 衛藤晟一（比例）[177]
- 山田俊男（比例）[178]
- 柘植芳文（比例）[179]
- 佐藤信秋（比例）[180]
- 羽生田俊（比例）[181]
- 三浦靖（比例）[182][183]

立憲民主党
1名
- 水野素子（神奈川）[184]

公明党
3名
- 山口那津男（東京）[185]
- 山本博司（比例）
- 若松謙維（比例）[186]

日本共産党
1名
- 紙智子（比例）[187]

日本維新の会
2名
- 藤巻健史（比例）[188]
- 桑原久美子（比例）[注 9]

れいわ新選組
1名
- 舩後靖彦（比例）[189]

沖縄社会大衆党
1名
- 高良鉄美（沖縄）[190]

無所属
2名
- 大野泰正（岐阜）[191]
- 宮口治子（広島）[192]

### 落選
計38名
自由民主党
17名
- 滝沢求（青森）
- 豊田俊郎（千葉）
- 森屋宏（山梨）
- 武見敬三（東京）
- 堂故茂（富山）

- 吉川有美（三重）
- 三宅伸吾（香川）
- 白坂亜紀（大分）
- 長峯誠（宮崎）
- 赤池誠章（比例）

- 和田政宗（比例）
- 佐藤正久（比例）
- 山東昭子（比例）
- 田中昌史（比例）
- 中田宏（比例）

- 比嘉奈津美（比例）
- 宮崎雅夫（比例）

公明党
7名
- 矢倉克夫（埼玉）
- 佐々木さやか（神奈川）
- 安江伸夫（愛知）
- 河野義博（比例）
- 新妻秀規（比例）

- 塩田博昭（比例）
- 高橋次郎（比例）

立憲民主党
6名
- 小沼巧（茨城）
- 奥村政佳（東京）
- 野田国義（福岡）
- 石川大我（比例）
- 川田龍平（比例）

- 森屋隆（比例）

日本維新の会
2名
- 柳ヶ瀬裕文（比例）
- 山口和之（比例）

日本共産党
4名
- 伊藤岳（埼玉）
- 倉林明子（京都）
- 井上哲士（比例）
- 山下芳生（比例）

社会民主党
1名
- 大椿裕子（比例）

NHK党
1名
- 浜田聡（比例）

### 記録的当選者・落選者
|                      | 氏名         | 政党   | 選挙区     | 記録      |
| -------------------- | ------------ | ------ | ---------- | --------- |
| 最年長当選者         | 鈴木宗男     | 自民   | 比例       | 77歳6ヶ月 |
| 最年少当選者         | 奥村祥大     | 国民   | 東京       | 31歳5ヶ月 |
| 選挙区最多得票当選者 | 泉房穂       | 無所属 | 兵庫       | 822,407票 |
| 選挙区最少得票当選者 | 望月良男     | 無所属 | 和歌山     | 141,604票 |
| 比例区最多得票当選者 | 北村晴男     | 保守   | 比例       | 975,122票 |
| 比例区最少得票当選者 | 後藤翔太     | 参政   | 比例       | 24,030票  |
| 選挙区最多得票落選者 | 佐々木さやか | 公明   | 神奈川     | 571,796票 |
| 比例区最多得票落選者 | 浜田聡       | NHK    | 比例       | 335,462票 |
| 最高得票率当選者     | 出川桃子     | 自民   | 鳥取・島根 | 52.64%    |
| 最多当選             | 橋本聖子     | 自民   | 比例       | 6回(連続) |

注：比例区は特定枠及び繰上当選を除く
大型国政選挙で戦前・戦中生まれの当選者がいなかったのは今回が初。

## その他

### 名誉棄損問題
宮城選挙区で、NHK党の新人候補者が立憲民主党の現職候補者を名指しし「不倫騒動を許すな!」と記載したポスターを掲示場に掲示。7月3日、立憲の候補者陣営はN党の候補者を名誉毀損容疑で宮城県警に刑事告訴。県警は告訴状を受理した。N党の候補者は「責任者は自分」「ポスターは党本部が作成した」「名誉棄損の可能性もあるが犯罪には当たらない。司法の判断が下れば甘んじて受けたい」とコメント。
選挙期間中の7月7日、神奈川選挙区に立候補した参政党の候補者が自身のX（旧Twitter）に「たくさんの仲間が共産党員により殺害され、殺害方法も残虐であり、いまだに恐怖心が拭えません」と投稿。日本共産党県委員会は翌8日、候補者側に謝罪と撤回を求める抗議文を届けたが回答がなく、16日、名誉毀損などの疑いで神奈川県警に刑事告訴。県警は選挙後の8月12日に告訴状を受理した。

### 無効票の水増し
8月6日、東京都大田区選管は、無効票をおよそ2600票水増ししていたと公表。開票前に不在者投票総数を集計した際、前日までの投票数を二重に計上。開票作業で投票総数が実際の票数より多いため数が合わないことに気付き、つじつまを合わせるため無効票を水増しした。開票の2日後に発覚。水増し分は選挙区2590票、比例代表2588票。二重計上分を差し引くと区の投票率は0.4ポイント下がる見込みだが、選管は選挙結果に影響はないとして数え直しは行わない方針。公職選挙法違反（投票増減）にあたる可能性があり、区は7日、警視庁に相談した。